# Iglesia de Santiago (Soria)
La iglesia de Santiago era una de las 35 parroquias con las que contaba la ciudad de Soria. Esta iglesia da nombre a una de las doce cuadrillas que tiene la ciudad de Soria.

## Historia
La iglesia de Santiago aparecía en el censo de Alfonso X elaborado en el año 1270. Se hallaba detrás de Nuestra Señora del Espino junto al Camarín, a la que se anexionó en 1544, quedando abandonada y vendiéndose posteriormente su piedra. En un documento de fecha 21 de septiembre de 1606 aparece como comprador de la piedra de la derruida iglesia de Santiago de Soria, el cura de Las Casas. Esta piedra serviría para construir la nueva iglesia de San Bartolomé del barrio en estilo barroco.
Fue cura de esta iglesia Diego Martínez de Tardesillas, llamado el libertador del común por las rentas que dejó en beneficio del pueblo soriano, suscritas en capitulación firmada en el año 1560. Fundó la Casa de la Doctrina para el mantenimiento y enseñanza de los niños pobres y huérfanos. Posiblemente fuera el último párroco de Santiago, manteniendo incluso la titulación una vez transferido el culto a El Espino, iglesia donde está enterrado.

## Descripción
Era una pequeña iglesia, como casi todas las parroquias que aparecían en el censo de Alfonso X elaborado en 1270, de estilo románico. Se encontraba muy cercana a la Iglesia de Nuestra Señora del Espino, en las faldas del Castillo. Desapareció a finales del siglo XVI.
El actual Paseo de Santiago, que guarda la memoria de aquella iglesia, discurre al norte del Espino, girando, tras el ábside de esta parroquia, en dirección sureste hasta enlazar con la calle Fortún López, aunque el nombre se puede deber también al Hospital de Santiago que fundó en esa calle Diego Martínez de Tardesillas.